# 1941 în informatică
- 1940 în informatică — 1941 în informatică — 1942 în informatică

1941 în informatică a însemnat o serie de evenimente noi notabile:

## Evenimente

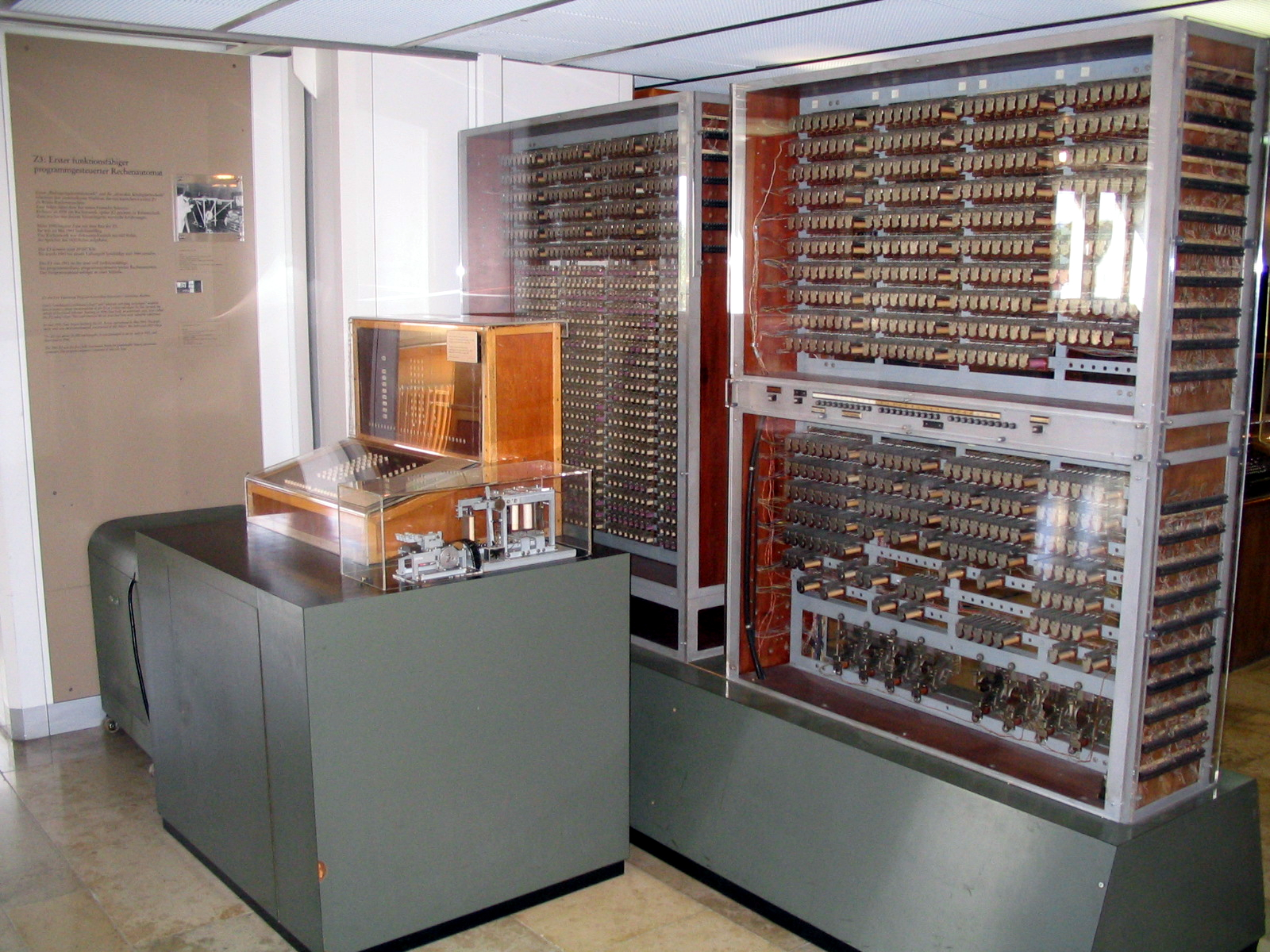
Refacere a unui Z3

- 12 mai - Are loc prima prezentare publică a calculatorului Z3 construit de Konrad Zuse între 1938-1941. Este primul calculator electromecanic complet operațional, fiind primul calculator programabil funcțional.[1]